# Miyazaki Hayao
Miyazaki Hayao (tiếng Nhật: 宮崎 駿 hay 宮﨑 駿, sinh ngày 5 tháng 1 năm 1941) là một nam họa sĩ diễn hoạt, nhà làm phim, doanh nhân kiêm họa sĩ truyện tranh người Nhật Bản. Ông được biết đến là người đồng sáng lập ra Studio Ghibli và đảm nhận vị trí chủ tịch danh dự của hãng phim này. Xuyên suốt sự nghiệp của mình, ông được giới chuyên môn ca ngợi là một bậc thầy kể chuyện và sáng tạo của các bộ phim điện ảnh hoạt hình Nhật Bản, đồng thời còn được đánh giá là một trong những nhà làm phim thành công nhất trong lịch sử hoạt hình thế giới.
Sinh ra ở Thành phố Tokyo thuộc Đế quốc Nhật Bản, Miyazaki bày tỏ niềm yêu thích với truyện tranh và hoạt hình từ khi còn nhỏ, và ông gia nhập Toei Animation vào năm 1963. Trong những năm đầu làm việc tại đây, ông làm việc với tư cách là một họa sĩ trung gian và sau này cộng tác với đạo diễn Takahata Isao. Những bộ phim đáng chú ý mà Miyazaki đóng góp tại Toei bao gồm Doggie March và Gulliver's Travels Beyond the Moon. Ông còn cung cấp những mảng vẽ hoạt hình quan trọng cho các bộ phim khác tại Toei, chẳng hạn như Puss in Boots và Animal Treasure Island, trước khi chuyển sang A-Pro vào năm 1971, nơi ông đồng đạo diễn cho Lupin the Third Part I cùng với Takahata. Sau khi chuyển đến Zuiyō Eizō (sau này gọi là Nippon Animation) vào năm 1973, Miyazaki làm họa sĩ hoạt hình cho World Masterpiece Theater và làm đạo diễn cho loạt phim hoạt hình Conan – Cậu bé tương lai (1978). Ông gia nhập Tokyo Movie Shinsha vào năm 1979 để làm đạo diễn cho bộ phim điện ảnh hoạt hình đầu tiên mang tên The Castle of Cagliostro, cũng như loạt phim truyền hình Sherlock Hound. Trong cùng thời gian đó, ông cũng bắt đầu viết và minh họa cho bộ truyện tranh Nausicaä of the Valley of the Wind (1982–1994), đồng thời ông còn làm đạo diễn cho bản phim chuyển thể vào năm 1984 do Topcraft sản xuất.
Tháng 6 năm 1985, Miyazaki đồng sáng lập ra hãng phim hoạt hình Studio Ghibli. Ông đã làm đạo diễn cho những bộ phim đầu tiên của hãng, bao gồm Laputa: Lâu đài trên không (1986), Hàng xóm của tôi là Totoro (1988), Dịch vụ giao hàng của phù thủy Kiki (1989) và Porco Rosso (1992). Nhiều bộ phim của ông đã đạt được thành công về mặt thương mại lẫn chuyên môn tại quê nhà, với Công chúa Mononoke của ông là bộ phim hoạt hình đầu tiên giành được giải Viện Hàn lâm Nhật Bản cho Phim của năm, và nhanh chóng trở thành bộ phim có doanh thu cao nhất tại Nhật Bản sau khi phát hành vào năm 1997; đồng thời việc phân phối của tác phẩm tới thị trường phương Tây đã làm cho sức ảnh hưởng và tiếng tăm của Ghibli tăng lên rất nhiều. Bộ phim Vùng đất linh hồn của ông được ra mắt vào năm 2001 cũng đã trở thành bộ phim có doanh thu cao nhất trong lịch sử điện ảnh Nhật Bản, đồng thời còn đoạt giải Oscar cho phim hoạt hình hay nhất và thường xuyên được xếp hạng vào trong danh sách những bộ phim hay nhất thế kỷ 21. Các tác phẩm sau này của Miyazaki, bao gồm Lâu đài bay của pháp sư Howl (2004), Cô bé người cá Ponyo (2008) và The Wind Rises-Gió Nổi (2013) – cũng đạt được thành công về mặt thương mại lẫn chuyên môn. Sau khi phát hành The Wind Rises, Miyazaki tuyên bố giã từ sự nghiệp làm phim, nhưng sau đó ông trở lại tham gia viết kịch bản và đạo diễn cho bộ phim điện ảnh thứ mười hai của mình mang tên Thiếu niên và chim diệc (2023) – tác phẩm đã giúp ông có lần thứ hai giành được giải Oscar cho phim hoạt hình hay nhất.
Những tác phẩm của Miyazaki được mô tả đặc trưng bởi sự lặp lại của các chủ đề quen thuộc, chẳng hạn như mối quan hệ của con người với thiên nhiên và công nghệ, sự lành mạnh của lối sống tự nhiên và truyền thống, tầm quan trọng của nghệ thuật và nghề thủ công, cũng như những khó khăn trong việc duy trì đạo đức hòa bình trong một thế giới đầy rẫy những bạo lực. Nhân vật chính trong các bộ phim của ông thường là những cô gái mạnh mẽ hoặc những phụ nữ trẻ, và một số bộ phim của ông có những nhân vật phản diện mơ hồ về mặt đạo đức với những phẩm chất đáng giá. Các tác phẩm của ông đều được đánh giá cao và nhận về những giải thưởng cao quý; cá nhân ông được vinh danh là Nhân vật văn hóa vì những đóng góp văn hóa xuất sắc vào tháng 11 năm 2012 và đồng thời còn được nhận giải Oscar danh dự của AMPAS vì những đóng góp của ông đối với hoạt hình và điện ảnh vào tháng 11 năm 2014. Ngoài ra, Miyazaki thường được xem là nguồn cảm hứng cho rất nhiều nhà làm phim hoạt hình, đạo diễn cũng như các nhà biên kịch phim trên toàn thế giới.

## Tiểu sử
Miyazaki sinh ra tại thị trấn Akebono-cho thuộc Tokyo, là người con thứ 2 trong bốn con trai của gia đình. Bố của ông, Miyazaki Katsuji, là giám đốc của xưởng máy bay Miyazaki Airplane chuyên làm bánh lái cho máy bay chiến đấu A6M Zero trong thời kì thế chiến thứ II. Vì thế gia đình ông rất khá giả trong quãng thời tuổi ấu thơ của ông. Vì vậy từ nhỏ, Miyazaki đã hình thành niềm đam mê suốt đời với ngành hàng không, chủ đề xuất hiện thường xuyên trong các tác phẩm sau này của ông.
Khi còn nhỏ, Miyazaki thường phải chuyển nhà, một phần vì mẹ ông phải chữa bệnh lao xương từ năm 1947 đến tận năm 1955. Mẹ của Miyazaki rất nghiêm khắc và thông minh. Bà đã qua đời năm 1983 ở tuổi 71. Sau này bộ phim Hàng xóm của tôi là Totoro có một nhân vật bà mẹ mắc phải một căn bệnh tương tự.
Sau khi học xong trung học, Miyazaki vào trường đại học Gakushuin, ông tốt nghiệp năm 1963 với bằng khoa học chính trị và kinh tế học. Tháng 4 năm 1963, Miyazaki vào làm việc tại hãng phim hoạt hình Toei. Tháng 10 năm 1965, ông cưới một họa sĩ đồng nghiệp là bà Ota Akemi, hai người sau đó có hai con trai là Mizayaki Gorō và Mizayaki Keisuke. Hiện nay, Gorō cũng đã trở thành một đạo diễn phim hoạt hình với bộ phim Huyền thoại đất liền và đại dương của hãng Ghibli. Miyazaki đặc biệt yêu thích và thần tượng các nghệ sĩ manga trong đó có Fukushima Tetsuji, Yamakawa Soji và Tezuka Osamu.

## Sự nghiệp
Tài năng của Miyazaki bắt đầu được thừa nhận từ khi ông còn là họa sĩ thực hiện cho bộ phim Cuộc du hành của Gulliver ra ngoài Mặt Trăng (Garibā no Uchuu Ryokou, 1965). Khi đó ông không cảm thấy hài lòng với cái kết phim gốc và đã đưa ra kết phim của riêng mình mà sau đó đã được dùng chính thức trong bộ phim này.
Sau đó, Miyazaki trở thành họa sĩ chính, phụ trách ý tưởng và dựng cảnh cho bộ phim Hols: Hoàng tử Thái dương (1968), một tác phẩm quan trọng của đạo diễn Takahata Isao, người sau đó đã trở thành cộng tác thân thiết của Miyazaki trong hơn ba thập kỉ. Miyazaki rời hãng Toei năm 1971 để đến hãng phim A Pro, nơi ông đồng đạo diễn với Takahata Isao sáu tập đầu của loạt phim Lupin đệ tam. Bộ phim đầu tiên do Miyazaki đạo diễn hoàn toàn là Lâu đài Cagliostro (1979).
Tác phẩm tiếp theo của Miyazaki, Nausicaä của Thung lũng gió, là một bộ phim phiêu lưu mang rất nhiều những chủ đề sẽ xuất hiện thường xuyên sau này trong tác phẩm của ông như mối quan tâm tới sinh thái, sự say mê với ngành hàng không, sự mô tả tính cách nhân vật đa diện về mặt đạo đức, nhất là với những nhân vật phản diện. Đây cũng là bộ phim đầu tiên mà Miyazaki vừa viết kịch bản, vừa đạo diễn, kịch bản được ông dựa trên loạt truyện tranh cùng tên do ông sáng tác và minh họa 2 năm trước đó.
Tiếp theo sự thành công của Nausicaä của Thung lũng gió, năm 1985 Miyazaki đã cùng với Takahara thành lập hãng phim hoạt hình Ghibli, nơi ra đời hầu như tất cả các tác phẩm sau này của ông.
Miyazaki tiếp tục thành công với ba phim hoạt hình tiếp theo của mình là Laputa: Lâu đài trên không (1986) kể lại cuộc phiêu lưu của hai đứa trẻ mồ côi trên một hòn đảo thần thoại trong không trung; Hàng xóm của tôi là Totoro (1988) nói về hai cô bé với những linh hồn của rừng xanh; và Dịch vụ giao hàng của phù thủy Kiki (1989), dựa theo tiểu thuyết của Eiko Kadono. Sự say mê của Miyazaki với những chuyến bay thể hiện rất rõ qua những bộ phim này, từ những chiếc máy bay có cánh như chim trong của nhóm cướp trong Laputa: Lâu đài trên không đến cô bé Kiki với chiếc chổi bay thần kì.
Porco Rosso (1992) là sự chuyển hướng sáng tác đáng chú ý của Miyazaki, khi nhân vật chính là một người đàn ông - một phi công chống phát xít nhưng lại mang khuôn mặt của một chú lợn. Bộ phim được đặt vào những năm 1920 ở Ý kể về Porco Rosso, một tay phi công săn tiền thưởng chống lại bọn không tặc và những tên lính đánh thuê người Mỹ.
Bộ phim sau đó của Miyazaki, Công chúa Mononoke 1997 quay trở lại với chủ đề sinh thái và xung đột của Nausicaä của Thung lũng gió. Cốt truyện của phim tập trung vào sự xung đột giữa những linh hồn của thú vật sống trong rừng và những người muốn khai thác rừng để làm công nghiệp. Bộ phim là một thành công lớn về mặt thương mại khi trở thành bộ phim ăn khách nhất trong lịch sử Nhật Bản, kỉ lục chỉ bị phá sau đó bởi bộ phim nổi tiếng Titanic và giành luôn giải Phim hay nhất tại Giải Viện Hàn lâm Nhật Bản. Sau bộ phim này Miyazaki đã tuyên bố từ giã sự nghiệp đạo diễn.
Tuy nhiên sau đó, trong một kì nghỉ, Miyazaki đã gặp con gái của một người bạn, người tạo cảm hứng cho tác phẩm tiếp theo của ông Vùng đất linh hồn. Tác phẩm kể lại câu chuyện của một cô bé bị rơi vào một thế giới kì lạ, cô phải làm việc trong nhà tắm của những linh hồn sau khi bố mẹ cô bị biến thành lợn bởi mụ phù thủy chủ nhà tắm. Công chiếu tại Nhật Bản tháng 7 năm 2001, bộ phim đã phá vỡ kỉ lục cả về lượng người xem và doanh thu khi thu được tới 30.4 tỷ Yen (xấp xỉ 300 triệu USD) với 23 triệu lượt người xem. Bộ phim cũng giành rất nhiều giải thưởng, bao gồm cả giải Phim hay nhất của Viện Hàn lâm Nhật Bản năm 2001, giải Gấu vàng năm 2002 tại Liên hoan phim Berlin, và giải Phim hoạt hình hay nhất tại lễ trao giải Oscar lần thứ 75.
Tháng 7 năm 2004, Miyazaki hoàn thành tác phẩm tiếp theo của ông, Lâu đài bay của pháp sư Howl, dựa theo tiểu thuyết của Diana Wynne Jones. Bộ phim công chiếu tại Nhật ngày 20 tháng 11 năm 2004 và thu về 1.4 tỷ yên chỉ sau hai ngày đầu trình chiếu.
Năm 2005, Miyazaki đã được trao tặng Giải thưởng thành tựu trọn đời tại Liên hoan phim Venice.

## Quá trình sáng tác và phong cách làm phim

Vùng đất linh hồn, bộ phim của Miyazaki được đánh giá cao nhất

Miyazaki luôn giữ vị trí then chốt trong quá trình làm các bộ phim của mình, ông thường kiêm luôn hai vị trí biên kịch và đạo diễn. Ở những bộ phim ở thời kì đầu, Miyazaki luôn tự mình kiểm tra lại từng bức vẽ sẽ được dùng cho phim, tuy nhiên một mình ông không thể đủ sức khỏe để làm việc này nên ở các tác phẩm sau này ông chia sẻ một phần việc kiểm tra cho các đồng nghiệp ở hãng Ghibli. Trong một cuộc phỏng vấn năm 1999, Miyazaki đã nói, "ở vào tuổi này, tôi không thể làm việc được nhiều như trước kia. Nếu các đồng nghiệp có thể giúp đỡ tôi và tôi có thể tập trung vào việc đạo diễn, thì vẫn còn nhiều bộ phim mà tôi muốn làm."
Miyazaki sử dụng cách làm phim hoạt hình truyền thống (vẽ tay) trong suốt quá trình làm phim. Tuy nhiên, việc tạo hình bằng đồ họa vi tính cũng đã được sử dụng trong bộ phim Công chúa Mononoke để mang lại cho vài cảnh phim "hiệu quả hình ảnh của kỹ thuật số." Trong một cuộc phỏng vấn với tạp chí Financial Times, Miyazaki trả lời rằng "với tôi việc giữ được tỉ lệ hợp lý giữa việc sáng tác bằng tay và bằng máy tính là rất quan trọng. Tôi đã nhận ra được cách cân bằng giữa chúng và cách nào để tôi vừa có thể sử dụng cả hai và vừa có thể vẫn gọi những bộ phim của mình là hoạt hình 2 chiều (2D)". Việc vẽ trên máy tính cũng đã được thực hiện lần đầu tiên cho vài phần của Công chúa Mononoke để kịp tiến độ phát hành phim. Ở các bộ phim sau của Miyazaki, việc này được coi là bình thường.

## Tính cách
Miyazaki rất quan tâm tới thuyết môi trường luận, chủ đề được khai thác trong nhiều bộ phim của ông. Trong một cuộc phỏng vấn với báo Người New York (The New Yorker), Miyazaki đã cho rằng đa phần văn hóa đương đại là "nhạt nhẽo, hời hợt và giả dối". Tuy vậy ông không truyền tải chủ nghĩa bi quan của mình vào các bộ phim, bởi theo đạo diễn, người lớn không nên "áp đặt cách nhìn thế giới của mình cho trẻ con".
Miyazaki Hayao là người cầu toàn và tham công tiếc việc. Việc dành quá nhiều thời gian cho công việc đã ảnh hưởng xấu tới vai trò làm bố của ông. Con trai ông, Miyazaki Gorō, đã nhận xét về cha mình "0 điểm với vai trò một người cha, điểm tuyệt đối với vai trò một đạo diễn".

## Truyện tranh
Bắt đầu từ năm 1969, Miyazaki đã bắt đầu minh hoạ cho một vài bộ manga như Chú mèo đi hia (Nagakutsu wo Haita Neko). Tác phẩm chính của ông ở thể loại này là phiên bản manga của bộ phim Nausicaä của Thung lũng gió, 7 tập của bộ manga này được ông sáng tác từ năm 1982 đến năm 1994 đã bán được 2 triệu bản trên toàn Thế giới. Các bộ manga khác có thể kể tới là Sabaku no Tami, Shuna no Tabi, Zassō Nōto và Thời đại của những chiếc thuyền bay - The Age of the Flying Boat, tác phẩm tạo nên cơ sở cho bộ phim Porco Rosso của Miyazaki.

## Tác phẩm chính
Đạo diễn, biên kịch và sản xuất
- Conan – Cậu bé tương lai (tiếng Nhật: Mirai Shōnen Konan) (1978)
- Lâu đài của Cagliostro (tiếng Nhật: Rupan Sansei: Kariosutoro no Shiro) (1979)
- Sherlock Hound (tiếng Nhật: Meitantei Holmes) (1982)
- Nàng công chúa ở Thung lũng gió (tiếng Nhật: Kaze no tani no Naushika) (1984)
- Laputa: Lâu đài trên không (tiếng Nhật: Tenkū no Shiro Rapyuta) (1986)
- Hàng xóm của tôi là Totoro (tiếng Nhật: Tonari no Totoro) (1988)
- Dịch vụ giao hàng của phù thủy Kiki (tiếng Nhật: Majo no Takkyūbin) (1989)
- Porco Rosso (tiếng Nhật: Kurenai no Buta) (1992)
- Công chúa Mononoke (tiếng Nhật: Mononoke Hime) (1997)
- Vùng đất linh hồn (tiếng Nhật: Sen to Chihiro no Kamikakushi) (2001)
- Lâu đài bay của pháp sư Howl (tiếng Nhật: Hauru no Ugoku Shiro) (2004)
- Cô bé người cá Ponyo (tiếng Nhật: Gake no Ue no Ponyo) (2008)
- Gió nổi (tiếng Nhật: Kaze Tachinu) (2013)
- Thiếu niên và chim diệc (tiếng Nhật: Kimi-tachi wa Dō Ikiru ka) (2023)[9]

Đồng đạo diễn (cùng Takahata Isao)
- Lupin the Third Part I (1971)

Biên kịch, dựng phim, giám đốc sản xuất
- Lời thì thầm của trái tim (tiếng Nhật: Mimi wo Sumaseba) (1995)
- Cuộc chiến gấu mèo (tiếng Nhật: Heisei Tanuki Gassen Ponpoko) (1994)

## Giải thưởng và đánh giá
Miyazaki là một trong những đạo diễn giành nhiều giải thưởng nhất của điện ảnh Nhật Bản:
- Giải Noburō Ōfuji cho phim hoạt hình:
  - 1979, Lâu đài của Cagliostro
  - 1984, Nausicaä của Thung lũng gió
  - 1986, Laputa: lâu đài trên không
  - 1988, Hàng xóm của tôi là Totoro
- Giải thưởng lớn Mainichi:
  - 1989, Dịch vụ giao hàng của phù thủy Kiki
  - 1992, Porco Rosso
  - 1994, Pom Poko (với vai trò ý tưởng và nhà sản xuất)
  - 1997, Công chúa Mononoke
  - 2001, Vùng đất linh hồn
- Giải Phim hay nhất của Viện Hàn lâm Nhật Bản:
  - 1998, Công chúa Mononoke
  - 2002, Vùng đất linh hồn
- Giải Gấu vàng tại Liên hoan phim Berlin:
  - 2002, Vùng đất linh hồn (phim hoạt hình duy nhất từ trước đến nay đạt được giải này)
- Giải Phim hoạt hình hay nhất của Viện hàn lâm điện ảnh Hoa Kỳ (giải Oscar):
  - 2002, Vùng đất linh hồn
  - 2024, Thiếu niên và chim diệc
- Giải Thành tựu trọn đời tại Liên hoan phim Venice (2005)

Theo bầu chọn của trang web uy tín IMDB (Internet Movie Database), trong top 20 phim hoạt hình hay nhất có tới 6 phim do Miyazaki đạo diễn trong đó hai phim Sen và Chihiro ở thế giới thần bí và Công chúa Mononoke lần lượt xếp thứ nhất và thứ hai.
Năm 2006, tạp chí Time đã bầu chọn Miyazaki là một trong những người Châu Á có ảnh hưởng nhất trong 60 năm qua.